# Orlando Wiet
Orlando Wiet (Paramaribo, 24 oktober 1965) is een Surinaams-Frans weltergewicht thaibokser.

## Biografie
Hij is getrouwd met de Franse bokskampioene Valérie Wiet-Henin. Hij sportte vier jaar vanuit het Lumpinee Stadion in Bangkok.
Wiet streed twee keer mee tijdens een UFC 2-evenement van het Ultimate Fighting Championship. In de openingsronde van 1994 versloeg hij Robert Lucarelli via een technisch knock-out. In de kwartfinale werd hij verslagen door jiujitsuka Remco Pardoel.
Wiet's carrière was begonnen in 1994 en eindigde vroegtijdig in 1998 toen hij een kritieke liesblessure opliep bij een high kick tijdens een training. Hij vocht 180 professionele wedstrijden in zijn carrière. Erna werd hij coach en trainde hij sporters als Karim Souda.